# The Sunset Boys
The Sunset Boys er en dansk dramafilm fra 1995, instrueret af Leidulv Risan

## Medvirkende
- Erland Josephson som August Lind
- Espen Skjønberg som Carl Berner
- Trine Pallesen som Nina
- Bodil Kjer som Marianne Haas
- Robert Mitchum som Ernest Bogan
- Cliff Robertson som Theodore (Ted) Roth
- Ingrid van Bergen som Wenche Haas
- Ulrich Wildgruber som Pastor Berger
- Hanna Schygulla som Eva Løhwe
- Kai Wiesinger som Fritz Becker
- Nadja Tiller som Gertrude
- Sven Nordin som Dr. Sunde
- Ellen Horn som Sygeplejerske
- Ernst Jacobi som Leonard Haas
- Joachim Kemmer som Johannes Christof
- Oliver Nägele som Paul Zeppelin
- Richard Beek
- Heide Simon
- Armin Rohde
- Thomas Wüpper som Politibetjent
- Gabrielle Odinis
- Bärbel Kasperek
- Walter Gontermann